# Les Orgueilleux
Os Orgulhosos (Les Orgueilleux, no original em Francês) é uma coprodução cinematográfica franco/mexicana de 1953, do gênero drama, dirigido por Yves Allégret e Rafael E. Portas e estrelado por Michèle Morgan e Gérard Philipe.
Segundo Leonard Maltin, o roteiro  teria sido baseado na novela "L'Amour Redempteur", de Jean-Paul Sartre, ambientada na China, ao contrário do filme, cuja ação é situada no México. Na verdade, tal obra nunca existiu: Sartre entregou, isto sim, uma história -- "Typhus" --, cujo protótipo foi escrito em 1944. Entretanto, depois renegou o produto final e retirou seu nome dos créditos por não concordar com o desenlace otimista, em completo desacordo com a amargura heroica que tencionara.
Para o crítico e historiador Ken Wlaschin, Os Orgulhosos é um dos onze melhores trabalhos da carreira de Michèle Morgan.

## Sinopse
Vera Cruz, México. Uma epidemia de meningite faz a primeira vítima: Tom, um turista francês. A esposa Nelly, indiferente a tudo, pouco se importa com a morte, mas sente-se perdida em uma terra estranha onde os únicos compatriotas são uma hoteleira desagradável e Georges, um jovem médico. Georges abandonou a carreira e está entregue ao alcoolismo desde que sua esposa faleceu na sala de parto cinco anos atrás—em parte por culpa dele. Essas duas almas desesperadas sentem-se atraídas uma pela outra, e, ao lutar contra a epidemia, descobrem nova razão para viver.

## Premiações
| Patrocinador                                  | Prêmio | Categoria                | Situação |
| --------------------------------------------- | ------ | ------------------------ | -------- |
| Academia de Artes e Ciências Cinematográficas | Oscar  | Melhor História Original | Indicado |

## Elenco
| Ator/Atriz             | Personagem  |
| ---------------------- | ----------- |
| Michèle Morgan         | Nellie      |
| Gérard Philipe         | Georges     |
| Víctor Manuel Mendoza  | Don Rodrigo |
| Carlos López Moctezuma | Doutor      |
| Michèle Cordoue        | Anna        |
| André Toffel           | Tom         |
| Arturo Soto Rangel     | Sacerdote   |